# Bastion I „Zwierzyniec”
Bastion I „Zwierzyniec” – jeden z bastionów rdzenia Twierdzy Kraków wybudowany w 1864 roku na terenie Półwsia Zwierzynieckiego. Bastion przylegał bezpośrednio do wału twierdzy od strony zewnętrznej. Był to bastion o konstrukcji ziemno-drewnianej w kształcie prostokąta, umiejscowiony pomiędzy dzisiejszymi ulicami Morawskiego, Syrokomli i Smoleńsk. Jego tylną część, wał szyjowy bastionu, stanowił wał twierdzy biegnący wzdłuż dzisiejszej alei Krasińskiego. Bastion posiadał płaski wał czołowy z podwójną kaponierą czołowa zlokalizowaną na osi symetrii fortu. Posiadał on także cofnięte przy wale szyjowym barki dla lepszej ochrony fosy przy wale twierdzy. Na wysokim, prostym wale umieszczone były działa, a cały fort otoczony był fosą. Bastion bronić miał podejścia od strony traktu śląskiego – dzisiejsza ulice Tadeusza Kościuszki i Księcia Józefa.